# Geovanny Nazareno
Geovanny Enrique Nazareno Simisterra (Nueva Loja, 17 de janeiro de 1988) é um futebolista profissional equatoriano que atua como defensor, atualmente defende o Mineros de Zacatecas.

## Carreira
Geovanny Nazareno fez parte do elenco da Seleção Equatoriana de Futebol da Copa América de 2011.